# Geserberg
Als Geserberg bezeichnet man eine Bergflanke auf dem südwestlichen Ausläufer des Hirschbergs, deren höchster Punkt 939 Meter hoch ist. Er ist Teil des südlichen Bergrückens des Pfänderstocks.
Der Berg befindet sich nordöstlich oberhalb des Weilers Gesern (Gemeinde Langen bei Bregenz) und gilt als Aussichtsberg auf den Bregenzer Wald. Auf ihn führen zwei Straßen: eine befahrbare Stichstraße und von Wirtatobel eine unbefestigte Straße. Von Stollen verläuft ein Wanderweg auf den Geserberg.
Geserberg ist auch der Name der Siedlung auf dem Geserberg.